# Leptecophylla
Leptecophylla es un género con trece especies de plantas con flores perteneciente a la familia Ericaceae. 

## Especies seleccionadas
- Leptecophylla abietina
- Leptecophylla brassii
- Leptecophylla brevistyla
- Leptecophylla divaricata'
- Leptecophylla imbricata
- Leptecophylla juniperina
- Leptecophylla mariannensis
- Leptecophylla pendulosa
- Leptecophylla pogonocalyx
- Leptecophylla pomarae
- Leptecophylla rapae
- Leptecophylla robusta
- Leptecophylla tameiameiae'